# Bronisława Anna Dekowska
Bronisława Anna Dekowska (ur. 25 sierpnia 1907 w Leńczach Górnych, zm. 6 września 1974 w Łodzi) – nauczycielka, folklorystka, zbieraczka pieśni ludowych. 

## Życie prywatne
Była córką Jana Golika i Rozalii z Michalików. W Nowym Sączu ukończyła szkołę powszechną (1913–1917), szkołę wydziałową (1919–1923) oraz Seminarium Nauczycielskie Żeńskie im. M. Konopnickiej (1923–1928). Wykształcenie wzbogaciła o specjalizację w zakresie nauczania śpiewu na Wyższym Kursie Nauczycielskim w Krzemieńcu (1937). Po maturze rozpoczęła pracę jako nauczycielka w województwie łódzkim, we wsiach Wola Drzazgowa (1929), Ujazd (1930–1939), Zglinno, Żelechlin i Dzielnica, od 1946 r. pracowała w szkołach w Tomaszowie Mazowieckim. W 1954 r. odeszła na wcześniejszą emeryturę z powodów zdrowotnych.
W 1950 r. wyszła za mąż za Jana Piotra Dekowskiego z Tomaszowa Mazowieckiego, etnografa, z którym prowadziła badania nad folklorem w województwie łódzkim.
Pochowana została na cmentarzu na Dołach w Łodzi. 

## Działalność zawodowa i społeczna
Podczas pracy w szkole w Ujeździe zainteresowała się muzyką ludową, zbierała materiały pieśniowe, które pozyskiwała podczas rozmów z dziewczętami z Białaczowa (pow. opoczyński). Prowadzenie badań etnograficznych ułatwiło jej wcześniejsze wykształcenie, a także łatwość w nawiązywaniu znajomości, twierdziła tak Irena Lechowa w książce Etnografowie i ludoznawcy polscy: sylwetki, szkice biografie.
W Tomaszowie Mazowieckim pracowała w Szkole Zawodowej, była instruktorką śpiewu w Ośrodku Doskonalenia Kadr Oświatowych, prowadziła internat dla dziewcząt i chłopców przy Liceum Pedagogicznym. Najaktywniej udzielała się w Szkole Podstawowej nr 1, gdzie oprócz pracy nauczycielskiej kierowała biblioteką, sprawowała pieczę nad drużyną harcerską oraz zajmowała się chórem szkolnym.
Przez kilka lat pracowała wraz z Zespołem Regionalnym „Opocznianka”, zajmując się tworzeniem programów artystycznych.
Była członkinią łódzkiego oddziału Polskiego Towarzystwa Ludoznawczego (PTL), pracowała nad przygotowaniem folklorystycznych konkursów: „Wielki Konkurs Folklorystyczny Ziemi Łódzkiej” (1967–1969) oraz „Konkurs Folkloru Robotniczej Łodzi” (1972–1973), tworzyła dokumentację muzyczną, gdzie zapisywała linie melodyczne wykonywanych utworów, a także zapisywała programy artystyczne występujących grup obrzędowo-tanecznych.
Pośmiertnie została uhonorowana Srebrną Odznaką „Za opiekę nad zabytkami” przez Ministra Kultury i Sztuki.

## Działalność naukowa
Po przedwczesnym odejściu na emeryturę poświęciła się pracy etnograficznej. Pomagała w badaniach swojemu mężowi J. P. Dekowskiemu, z racji wykształcenia muzycznego zajęła się dokumentacją pieśni ludowych (tekstów i zapisów nutowych). W latach 1954–1974 zebrała ponad 10 000 pieśni związanych z obrzędami dorocznymi i rodzinnymi (min. z sobótką, siemieńcem, chodzeniem z turoniem i weselem), pochodzących głównie z woj. łódzkiego, kieleckiego oraz z Sądecczyzny. Bardzo duża część z nich ma wartość unikatową.
W Muzeum Archeologicznym i Etnograficznym w Łodzi znajduje się obszerny zbiór zapisanych przez nią pieśni, nagranych podczas konkursów i występów folklorystycznych.
Duża część jej zbiorów została wydana w książce Pieśni i przyśpiewki ludowe z Rawskiego, a zgromadzone przez nią materiały są uzupełnieniem prac J. P. Dekowskiego i przedstawione są w różnych wydawnictwach branżowych. 

## Publikacje
Teksty i nuty ludowe dołączyła do artykułów J. P. Dekowskiego zamieszczonych w następujących czasopismach: „Prace i Materiały Muzeum Archeologicznego i Etnograficznego. Seria Etnograficzna” (1957, nr 1; 1960, nr 3; 1961, nr 5; 1963, nr 7; 1964, nr 8; 1964, nr 9; 1967, nr 11), „Łódzkie Studia Etnograficzne” (1959, t. 1; 1961, t. 3; 1962, t. 4; 1964, t. 6; 1970, t. 11; 1970, t. 12; 1974, t. 16), „Literatura Ludowa” (1962, nr 3; 1966, nr 2–3), „Studia i Materiały do Dziejów Ziemi Sieradzkiej” (1962, t. 1) oraz w książkach Pieśni i przyśpiewki ludowe z Rawskiego (Łódź, 1960), Folklor regionu opoczyńskiego (Warszawa, 1974), Folklor regionu łęczyckiego (1981).